# 샌프란시스코에서 하룻밤
《샌프란시스코에서 하룻밤》(Dogfight)은 낸시 사보카 감독이 1991년에 만든 영화이다. 원제 'Dogfight'는 해병대 병사들이 자대배치 직전에 외박 나와서 가장 못생긴 여자를 파티에 데려오는 사람이 이기는 게임을 뜻한다. 대한민국에서는 《청춘송가》(靑春頌歌)라는 제목으로 소개되기도 했다. 리버 피닉스와 릴리 테일러가 주연을 맡았다. 리버 피닉스가 23세에 요절하면서 더욱 유명한 영화가 되었다.
케네디 대통령이 사망하기 직전 베트남 전쟁 시기의 미국 샌프란시스코를 배경으로 청춘남녀의 하루동안의 짧은 데이트를 담백하게 그려냈다.

## 줄거리
해병대 훈련소를 퇴소하고 베트남으로 파견되기 전, 에디 버드레이스(Eddie Birdlace, 리버 피닉스)와 절친한 친구 세명은 샌프란시스코에서 하루동안 자유시간을 얻는다. 친구들은 '도그 파이트'(dogfight)라 해서 가장 못생긴 여자를 파티에 데려오는 사람이 내기에서 이기는 게임을 하기로 한다. 에디고 제는 동네 카페에서 일하는 작달막하고 통통하고 못생긴 로즈(Rose, 릴리 테일러)를 만나고, 로즈에게 파티에 가지 않겠냐고 제안한다. 순진한 로즈는 매우 기뻐하며 파티에 갈 준비를 하고, 에디는 죄책감을 느끼면서 머뭇거리면서 로즈를 파티에 데려간다. 나중에 이 파티가 못생긴 여자를 데려오는 것이었다는 것을 알게 된 로즈는 불같이 화를 내며 집으로 돌아간다.
망나니 같은 인생을 살아오던 에디는 자신이 심한 짓을 했다는 것을 깨닫고, 로즈에게 미안하다고 사과하면서 샌프란시스코에서 하루동안 같이 데이트를 하며 기분을 풀어주겠다고 제안한다. 두 사람은 하루밤동안 샌프란시스코 여기저기를 돌아다니면서 서로 티격태격 싸우며 이런저런 이야기를 하고, 결국 서로에게 호감을 느낀다. 냉소적이고 반항적인 에디와 포크송 가수가 되어 노래로 세상을 변화시키겠다고 생각하는 로즈는 서로 편지를 쓰기로 약속하고 동이 틀 무렵 헤어진다. 베트남에 파병된 에디는 전투 중 친구들을 모두 잃고 다리에 부상을 입은 채 제대하여 샌프란시스코로 돌아온다. 에디는 로즈의 가게를 찾아가고, 오래전 단 하룻밤의 인연으로 만났던 두 연인이 포옹하면서 영화는 끝난다.

## 출연

### 주연
- 리버 피닉스
- 릴리 테일러

### 조연
- 리차드 파네비안코
- 안소니 클락
- 밋첼 휘트필드
- 엘리자베스 데일리
- 홀리 니어

## 기타
- 협력프로듀서: 르웰린 웰스
- 미술: 레스터 코헨
- 의상: 유진 바파로코스
- 배역: 마리언 더펄티